# Christian Zeller (Mathematiker)
Julius Christian Johannes Zeller (* 24. Juni 1822 in Mühlhausen am Neckar; † 31. Mai 1899 in Cannstatt) war ein deutscher Mathematiker und württembergischer Pfarrer.

## Leben
Zeller studierte Mathematik, Geographie und Theologie in Tübingen, wo er Mitglied der Burschenschaft Nordland (die spätere Verbindung Normannia Tübingen) wurde. 1874 wurde er Rektor am Seminar in Markgröningen. 1882 entwickelte er seine Formeln zur Berechnung der Wochentage und zur Berechnung des Osterdatums (Zellers Kongruenz).

## Schriften

### Zur Kalenderrechnung
- Die Grundaufgaben der Kalenderrechnung auf neue und vereinfachte Weise gelöst, Zeller, Chr., Württembergische Vierteljahrshefte für Landesgeschichte, Jahrgang V 1882.
- Problema duplex Calendarii fundamentale par M. Ch. Zeller, Bulletin de la Société Mathématique de France, vol.11, Séance du 16 mars 1883
- Kalender-Formeln von Rektor Chr. Zeller, Mathematisch-naturwissenschaftliche Mitteilungen des mathematisch-naturwissenschaftlichen Vereins in Württemberg, Ser. 1, 1 1885
- Kalender-Formeln von Chr. Zeller, Acta Mathematica, Vol. 9 1886-87, Nov 1886

### Zur Zahlentheorie
- Ein neuer Beweis des Reziprozitäts-Theorems, Berlin 1872
- De numeris Bernoulli eorumque compositione ex numeris integris et reciprocis primis Paris 1881
- Zu Eulers Rekursionsformel für die Divisorensummen Stockholm 1884